# Kampung Baru (Kayu Aro)
Kampung Baru is een bestuurslaag in het regentschap Kerinci van de provincie Jambi, Indonesië. Kampung Baru telt 835 inwoners (volkstelling 2010).